# Samsung Galaxy S21
Das Samsung Galaxy S21, S21+, S21 FE, und Samsung Galaxy S21 Ultra sind Smartphones aus der Galaxy S-Reihe des südkoreanischen Herstellers Samsung Electronics. Die ersten drei wurden am 14. Januar 2021 eingeführt und sind seit dem 29. Januar im Handel erhältlich, während die FE am 3. Januar 2022 eingeführt wurde und seit dem 11. Januar erhältlich ist. Eine Besonderheit der Galaxy S21-Reihe ist, dass die Leistung des Exynos 2100-Chips zum Vorgänger deutlich verbessert werden konnte.

## Design
Das Design des S21, S21+ und S21 FE unterscheidet sich vom S21 Ultra dadurch, dass letzteres ein abgerundetes Display hat, die anderen drei aber erstmals seit dem Samsung Galaxy S7 ein flaches Display haben. Auch bei der äußeren Gestaltung des Kameraelements unterscheidet sich die Galaxy-S21-Reihe, da es bis auf das S21 FE nahtlos in den Rahmen übergeht und auch farblich mit diesem gehalten ist. Die FE ist stattdessen in die Kunststoffrückwand des Telefons integriert.

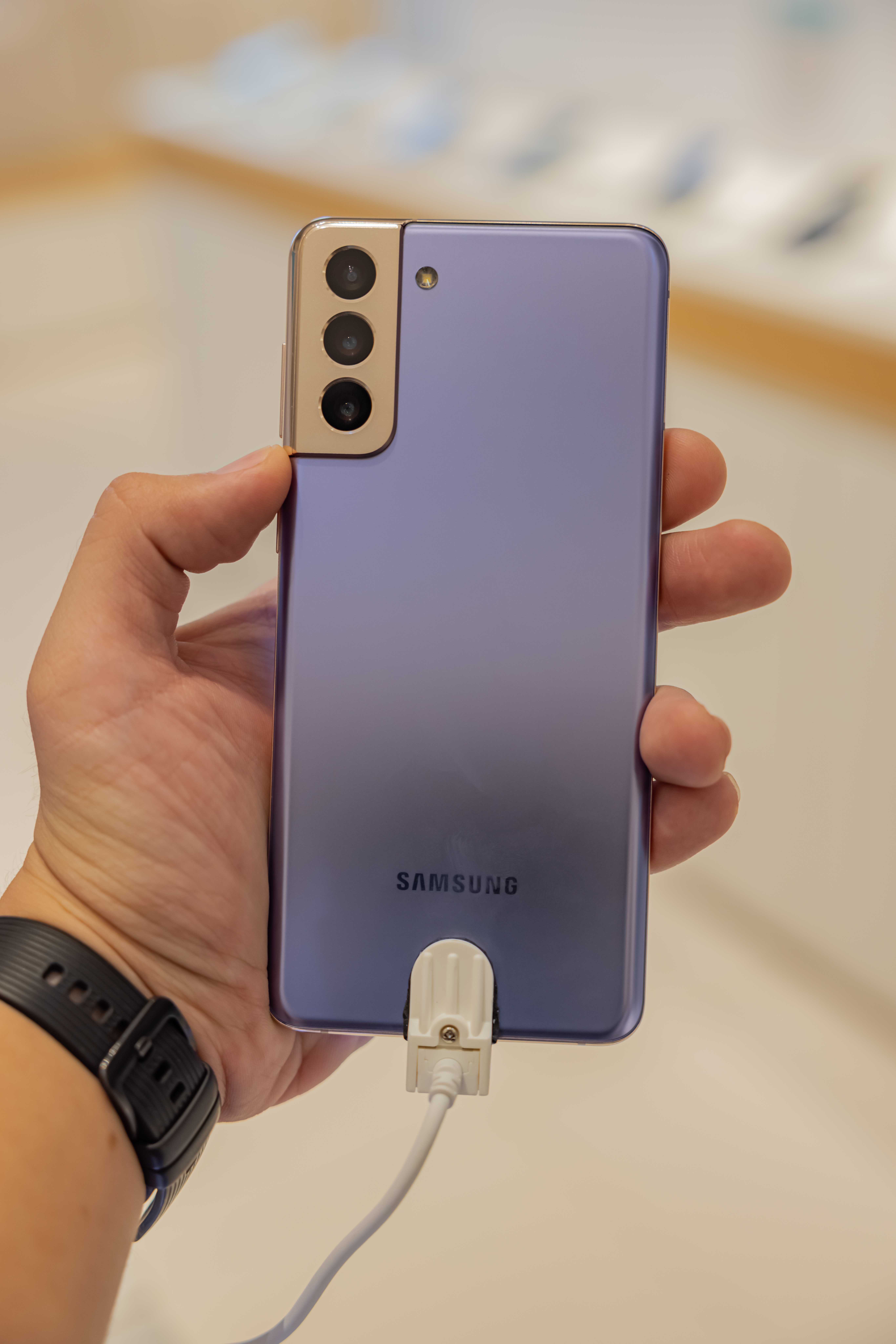
Rückseite des Galaxy S21+
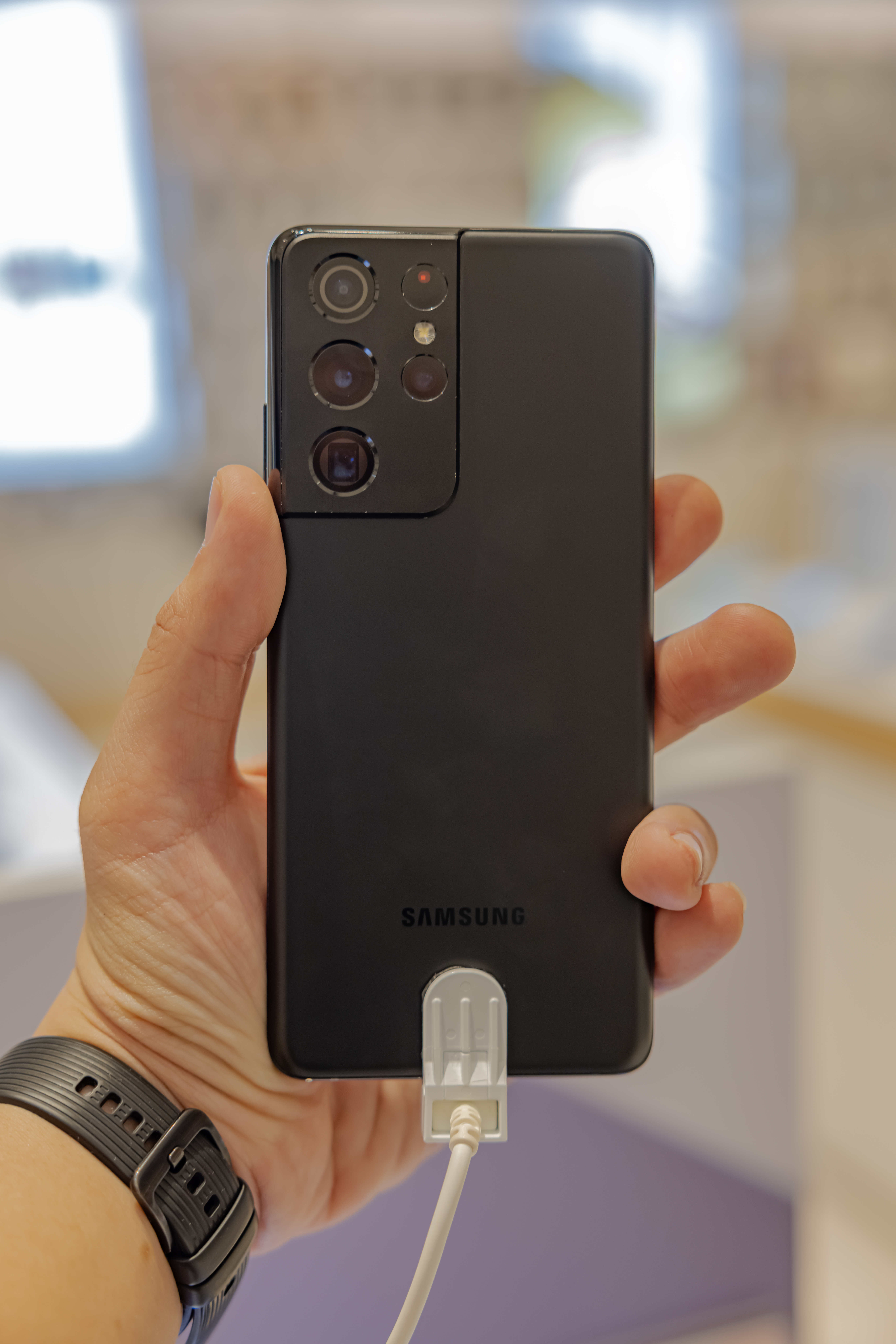
Rückseite des Galaxy S21 Ultra

Im stationären Handel ist das S21 in den Farben Phantom Grey (Grau mit grauem Rahmen), Phantom Violet (Violett mit goldenem Rahmen), Phantom White (Weiß mit silbernem Rahmen) und Phantom Pink (Pink mit goldenem Rahmen) erhältlich, das S21+ anstatt in Phantom White in Phantom Silver (Silber mit silbernem Rahmen) und anstatt in Phantom Grey in Phantom Black (Schwarz mit schwarzem Rahmen). Das S21 Ultra wird in Phantom Black und Phantom Silver angeboten, online gibt es bei S21+ und S21 Ultra noch weitere Farben. Der S21 FE wird in Graphit, Weiß, Lavendel und Olive angeboten.
S21+ und S21 Ultra verfügen über eine matte Glasrückseite, die des S21 und S21 FE ist aus Polycarbonat gefertigt.

## Technische Daten

### Software
Das S21 wird standardmäßig mit Android 11 ausgeliefert, es werden Software-Updates bis Android 15 bzw. vier Versionen von One UI und fünf Jahre Sicherheitsupdates garantiert.
Das S21 FE erschien im Jahr 2022 und wurde mit Android 12 ausgeliefert, hier werden Software-Updates bis Android 16 bzw. vier Versionen von One UI und fünf Jahre Sicherheitsupdates garantiert.

### Kamera
Im Gegensatz zum Vorgänger unterscheiden sich die Kameras des S21 und S21+ nicht mehr. Die Kamera des S21 FE ist die gleiche wie beim Vorgänger. Der 100-fache Zoom des Ultra und die Fähigkeit, Videos mit 8K-FUHD-Auflösung aufzunehmen, sind die herausragenden Merkmale der S21-Reihe.

### Display und Lautsprecher
Die Displays der S21-Reihe (außer S21 FE) sind adaptiv, das heißt die Bildwiederholrate von 120 Hertz liegt nicht immer an, sondern wird danach, ob es die Nutzung erfordert bis 10 Hertz heruntergeregelt. Dies kann den Energiebedarf senken. Das S20 und S20+ konnten entweder eine Bildwiederholrate von 120 Hertz oder eine WQHD-Auflösung anzeigen, beim S21, S21+, und S21 FE ist nur eine FHD+-Auflösung verfügbar, die 120 Hertz Bildwiederholrate ist aber generell verfügbar.
Alle Geräte verfügen über Stereolautsprecher mit der Funktion Dolby Atmos.

### Akku
Wie das S20 und das S20 FE haben das S21 und das S21 FE einen 4000- bzw. 4500-mAh-Akku, das S21 Ultra hat wie sein Vorgänger ebenfalls einen 5000-mAh-Akku. Der Akku des S21+ ist mit 4800 mAh um 300 mAh größer als der Akku des S20+.

### Sonstiges
Das S21, S21+ und S21 Ultra können über einen Ultraschall-Fingerabdrucksensor unter dem Display entsperrt werden, während das S21 FE einen traditionelleren optischen Fingerabdruckscanner unter dem Display verwendet. Alternativ kann auch eine 2D-Gesichtserkennung verwendet werden. Samsung hat im S21+ und S21 Ultra einen UWB-Chip verbaut, sodass das Smartphone als Schlüssel für das Auto genutzt werden kann. Anders als bei den meisten Vorgängern kann der Speicher nicht mit einer MicroSD-Speicherkarte erweitert werden.

### Stylus
Erstmals kann mit dem S21 Ultra auch ein Gerät der S-Reihe mit dem S-Pen bedient werden, bisher war das der Galaxy Note-Reihe vorbehalten. Im Gegensatz dazu wird der Stylus hier aber anders als in der Note-Reihe, wo der S-Pen im Gerät integriert ist und dort auch geladen wird, in einer speziellen Hülle untergebracht, und kann dadurch auch nicht im Gerät aufgeladen werden. Auch verfügt er nicht über spezielle Fernsteuer-Gesten wie beim Galaxy Note, dafür sind aber alle bisherigen S-Pens kompatibel.

## Sonstiges und Kritik
Bei der Namensgebung des Samsung Galaxy S20 hat Samsung entschieden, statt der bisherigen chronologischen Namensgebung die Geräte der Galaxy S-Reihe und Galaxy Note-Reihe nach dem Jahr zu benennen, in denen sie vorgestellt wurden (S und Note 20 im Jahr 2020, S21 im Jahr 2021).
Ein Kritikpunkt am Galaxy S21 bestand in der Tatsache, dass die Rückseite, genau wie beim Galaxy Note 20 aus Kunststoff gefertigt wurde und nicht wie bisher aus Glas. Auch sind die Galaxy-S21-Geräte die ersten Geräte seit dem Galaxy S6, bei denen Samsung auf Speichererweiterung verzichtet.